# Lemsi
Lemsi – wieś w Estonii, w prowincji Parnawa, w gminie Kihnu.